# مايك إدواردز
مايك إدواردز (بالإنجليزية: Mike Edwards)‏ (25 أبريل 1980 في المملكة المتحدة - ) هو لاعب كرة قدم بريطاني في مركز الدفاع. لعب مع غريمسبي تاون وكولتشستر يونايتد ونادي كارلايل يونايتد ونوتس كاونتي وهال سيتي.

## وصلات خارجية
- مايك إدواردز على موقع قاعدة بيانات كرة القدم.إي يو (الإنجليزية)
- مايك إدواردز على موقع Soccerbase.com (لاعب) (الإنجليزية)